# Maria Charaszkiewicz
Maria Charaszkiewicz (ur. 12 maja 1912, zm. 28 stycznia 2009) – polska „Sprawiedliwa wśród Narodów Świata”.

## Życiorys
W trakcie II wojny światowej Maria Charaszkiewicz, dotychczasowa mieszkanka Lwowa, przeniosła się do Warszawy aby zbiec przed Armią Czerwoną, która zajęła wschodnie tereny II Rzeczypospolitej. W okupowanej przez Niemców stolicy zaangażowała się w pomoc ludności żydowskiej. Nosząc opaskę z gwiazdą Dawida przemycała do getta żywność. W 1941 r., gdy Lwów zajęli Niemcy, wróciła do rodzinnego miasta. Uratowała dwójkę żydowskich dzieci: Janka i Cesię Lewinów. Przy wsparciu pewnego Ukraińca dostarczyła im fałszywe dokumenty i znalazła schronienie poza miastem. Charaszkiewicz pomogła także ich rodzicom, organizując im kryjówkę w Warszawie, gdzie doczekali końca wojny. W 1942 r. pomogła Kamilowi Landauowi - żydowskiemu dentyście, który przy jej wsparciu uciekł ze lwowskiego getta. Zabrała go do domu siostry w Gródku Jagiellońskim, jednak podejrzenia sąsiadów spowodowały, że musiała przetransportować go i ukryć we Lwowie. Ratowani przez nią Żydzi doczekali końca wojny.
22 czerwca 1976 r. Instytut Jad Waszem uhonorował Marię Charaszkiewicz medalem „Sprawiedliwy wśród Narodów Świata”.